# سيراماتسوني
سيراماتسوني (بالإيطالية: Serramazzoni)‏ هي بلدية في مقاطعة مودينا في إقليم إميليا رومانيا الإيطالي.

## السكان
في سنة 1861 بلغ عدد السكان 5٬375 نسمة، وتطور العدد ليصل في سنة 2011 لـ 8٬014 نسمة.
يظهر هذا المخطط البياني تطور النمو السكاني لـ سيراماتسوني

## أعلام
- جياني بيوي